# История на Украйна
Историческите събития на територията на днешна Украйна датират от праисторията. Тогава Понтийската степ в днешна Източна Европа играе важна роля в разпространението на халколита и бронзовата епоха, индоевропейските миграции и опитомяването на коня.
По време на Античността територията е част от Скития и в периода на преселението на народите е заселена от гревтунги, гети, готи и хуни, докато южните части на Украйна са колонизирани доста преди това от гърци и след това от римляните. Боспорското царство е унищожено от готите и хуните в средата на IV век, но след това се възстановява за кратко като клиентски държава на Византия. През V век тук се осъществява ранна славянска експанзия. Хинтерландът влиза в писмената история с установяването на средновековната държава Киевска Рус, която се появява отначало като мощна сила, но се разпада през Развитото средновековие и бива унищожена от Монголската империя през XIII век.
През XIV и XV век днешните украински територии попадат под управлението на четири външни сили: Златната орда, Кримското ханство, Великото литовско княжество и Кралство Полша. Последните две се обединяват в Полско-литовската общност (Жечпосполита) след Кревската и Люблинската уния. Междувременно Османската империя става голяма регионална сила в района около Черно море и управлява пряко администрирани територии и протекторати като Кримското ханство.
След бунта на казаците от 1648 г. срещу Жечпосполита през януари 1654 г. хетман Богдан Хмелницки се съгласява с условията на Переяславския договор. Точният характер на отношенията, установени от този договор между казашкия хетманат и Русия, продължава да е обект на научни спорове. Споразумението ускорява Руско-полската война от 1654 – 67 г. и неуспеха на идеята за сформиране на Полско-Литовско-Рутенска Жечпосполита. В резултат на това, чрез Договора за вечен мир, подписан през 1686 г., Казашкото хетманство е разделено на две части – Левобрежна Украйна и Деснобрежна Украйна (по течението на река Днепър), като първата е подвластна на Руското царство, а втората на Полско-литовската държава.
По време на Великата северна война хетман Иван Мазепа се съюзява с Карл XII от Швеция през 1708 г. Големият студ от 1709 г. обаче значително отслабва шведската армия. След битката при Полтава по-късно през 1709 г. силата на хетманството намалява, което води до разпадането на казашкия хетманат и унищожаването на Запорожката Сеч през 60-те и 70-те години на XVIII век. След разделянето на Полша (1772 – 1795) и руското завладяване на Кримското ханство, Руската империя и Хабсбургска Австрия контролират в продължение на над сто години всички територии, които съставляват днешна Украйна. Това обуславя развитието на украински национализъм през XIX век, започнал първоначално с прояви на научен интерес към езика, литературата, фолклора и историята.
След Руската революция от 1917 г. настъпва период на хаос и войни, заедно с войната в Галиция и Лодомерия, възникнала поради разпадането на Хабсбургската монархия след Първата световна война. Следва Съветско-украинската война (1917 – 1921), в която болшевишката Червена армия установява контрол в края на 1919 г. Украинските болшевики побеждават кратко живялата Украинска народна република и създават Украинска съветска социалистическа република, която на 30 декември 1922 г. става една от републиките-основателки на Съветския съюз. Първоначалната съветска политика по отношение на украинския език и украинската култура признава украинския за официален език на администрацията и училищата, но през 30-те години на XX век постепенно започва русификация. През 1932 и 1933 г. милиони хора в Украйна, предимно селяни, умират от опустошителния глад, станал известен като Гладомор. Смята се, че през този период в Съветския съюз са умрели от глад между 6 и 8 милиона души, от които от 4 до 5 милиона са украинци.
След като Съветският съюз и нацистка Германия нахлуват в Полша през септември 1939 г., територията на Украинската ССР се разширява на запад, като са анексирани Източна Галиция и Волиния. Армиите на страните от Оста окупират Украйна между 1941 и 1944 г. По време на Втората световна война някои части от Украинската въстаническа армия се бият срещу Германия, други срещу Съветския съюз, но има и такива, които си сътрудничат с нацистите, вземайки участие в Холокоста в Украйна срещу евреите и във Волинското клане на поляците. През 1953 г. Никита Хрушчов, етнически руснак, бивш ръководител на Комунистическата партия на Украйна, застава начело на Комунистическата партия на Съветския съюз и в рамките на т.нар. размразяване дава възможност за повече политическа и културна свобода, което води до украинско възраждане. Въпреки това политическите репресии срещу т.нар. шестдесетници – интелектуалци с либерални и антитоталитарни възгледи – продължават, както във всички други части на СССР. През 1954 г. републиката се разширява на юг с прехвърлянето на Крим от Русия.
Когато Съветският съюз се разпада през 1991 г. Украйна става независима. Това инициира период на преход към пазарна икономика, по време на който икономиката на Украйна изпада в осемгодишна рецесия. Впоследствие обаче икономиката бележи голямо увеличение на растежа на БВП до 2008, когато се срива поради голямата финансова криза от 2008 – 2009 г.
В Украйна се провеждат демократични избори за парламент и президент от 90-те години на XX век. След изборите за президент през 2004 г. в края на ноември избухват протести, наречени Оранжевата революция, поради съмнения в нагласени резултати. След прегласуване за президент е избран Виктор Юшченко. През 2010 г. поста президент поема Виктор Янукович. На 21 ноември 2013 г. той спира подготовката на споразумение за асоцииране с Европейския съюз, като вместо това избира да търси по-тесни връзки с Русия. Това негово решение води до вълна от демонстрации и гражданско неподчинение и сблъсъци с властите (Евромайдан), завършили с десетки убити и ранени. Президентът Янукович е отстранен от Върховната рада на 22 февруари с т.нар. Революция на достойнството. В резултат проруски вълнения обхващат до голяма степен русофилските източни и южни региони на Украйна, откъдето Янукович черпи по-голямата част от подкрепата си. На 27 февруари 2014 г. руски войски без отличителни знаци започват да нахлуват в предимно етническия руски украински автономен регион Крим. Впоследствие е проведен международно непризнат референдум и на 18 март 2014 г. Крим е де факто анексиран от Русия. През април 2014 г. с участието на руски военни започва войната в Донецка и Луганска области на Украйна. Войната ескалира на 24 февруари 2022 г., когато Русия напада Украйна.

## Праистория

### Палеолит
Хората (представители на рода Homo) се заселват в Украйна през палеолита. Най-ранното свидетелство за това са каменни сечива на 1,4 милиона години от Корольово, Закарпатска област. Неандерталците са свързани с археологически обекти в Молодова (45 000 – 43 000 г. пр. н. е.), които включват жилище от кост на мамут. Най-ранните документирани доказателства за съвременни хора са открити в селища от граветската култура, датиращи от 32 000 г. пр. н. е. в пещерата Буран-Кая в Кримските планини.

### Неолит и бронзова епоха
През каменно-медната епоха процъфтява културата Кукутени-Трипилия от около 4500 – 3000 г. пр.н.е. Хората от тази култура са обитавали западните части, а хората от култура Средни Стог са по на изток. Те са последвани от културата Ямна („Курганна хипотеза“) от ранната бронзова епоха в понтийските степи и от културата на катакомбите през 3-то хилядолетие пр.н.е.
- Кукутени-трипилийска керамика
- Макет на селище, култура Кукутени-Трипилия, 3800 г. пр.н.е (Майданецке)
- Култура Ямна, каменна стела, c. 2600 пр.н.е

## Античност

### Скитско царство, гръцка колонизация и римско господство
През желязната епоха тук се заселват даките, както и номадски народи като кимерийците (археологическа култура „новочеркаска“), скитите и сарматите. Скитското царство съществува от 750 до 250 г пр.н.е. По време на своята скитска кампания през 513 г. пр.н.е. персийската армия на Дарий Велики покорява няколко тракийски народа и почти всички други региони по европейската част на Черно море (днес части от България, Румъния, Украйна и Русия), преди да се завърне в Мала Азия.
Гърците колонизират Крим и други крайбрежни райони на днешна Украйна през VII или VI век пр.н.е. по време на архаичния период. Елинизираното Боспорско царство процъфтява и оцелява до IV век, когато е нападнато и окупирано от готите и хуните Между 62 и 68 г. Римската империя анексира царството при император Нерон, когато той сваля боспорския цар Тиберий Юлий Котис I. След това по времето на Аспургидите Боспорското царство става римска клиентска държава с римско военно присъствие.

### Нашествие на готите и хуните
През III век (около 250 – 375 г.) готите мигрират в земите на съвременна Украйна, която те наричат Ойум, за това свидетелства археологическата Черняховска култура. Остроготите остават в района, но попадат под ударите на хуните около 370 г. Северно от остготското кралство е открита археологическата култура „Киевска“, процъфтявала между II и V век, когато е превзета от хуните. През следващите 80 години има малко информация за съдбата на остроготите, освен че помагат на римляните да победят хуните в битката при Недао през 454 г. Те получават разрешение да се заселят в Панония по средното течение на Дунав като федерати на римляните. Заедно с други древногръцки колонии, основани през VI век пр.н.е. на североизточния бряг на Черно море, колониите Тирас, Олбия и Хермонаса продължават да съществуват като римски и византийски градове до VI век. Готското влияние отслабва към края на V век, когато Византия отново потвърждава своя контрол и влияние върху региона. Хунският крал Гордас управлява Боспорското царство в началото на VI век и поддържа добри отношения с византийския император Юстиниан I, но след като бива убит по време на бунт през 527 г. Византия нахлува и окупира странатаПрез IX век районът на Крим е византийска тема Херсонес, а през XII век византийските императори претендират за господство над Кимерийския Боспор.

### Ранни славяни
С края на хунското и готското управление настъпва вакуум във властта и през V век върху голяма част от територията на днешна Украйна започват да се настаняват ранните славяни и от VI век да заселват Балканите. Въпреки че произходът на ранните славяни не е известен със сигурност, много теории предполагат, че те може да произхождат от Полесия.
Смята се, че през V и VI век на територията на днешна Украйна се е намирал източнославянският племенен съюз на антите. Това са предците на украинците: бели хървати, северяни, поляни, древляни, дулеби, уличи и тиверци. Миграциите им от Украйна през Балканите създават много южнославянски народи. Северните им миграции, достигащи почти до езерото Илмен, водят до появата на предците на руснаците: илменски славяни, кривичи и радимичи. След нашествието на панонските авари през 602 г. и разпадането на съюза на антите повечето от тези народи оцеляват като отделни племена до началото на второто хилядолетие.

## Средновековие

### Ранно средновековие
През VII век на територията на днешна Украйна се намира Стара Велика България със столица град Фанагория. В края на века повечето български племена мигрират в няколко посоки и останките от тяхната държава са погълнати от хазарите, полуномадски народ от Централна Азия.
Хазарите основават Хазарския хаганат близо до Каспийско море и Кавказ. Той включва територии от днешен Западен Казахстан и части от Крим, Източна Украйна, Южна Русия и Азербайджан. Хазарите така доминират в понтийско-каспийската степ, че настъпва т.нар. Pax Khazarica (по подобие на Pax Romana) за търговията, което позволява безопасно пътуване на дълги разстояния на групи търговци. Пример са евреите радханити, които търгуват от между християнските и мюсюлманските народи. Създават се търговски мрежи, заобикалящи Волжка България. Това привлича други търговци като викингите в епохата на викингите, които ще основат Киевска Рус.

#### Киевска Рус
Не е сигурно как е възникнала държавата Киевска Рус, но създаването на княжество в град Киев обикновено се приписва на варяжкия благородник Олег Мъдри някъде около 880 г. Киев вече е бил създаден, но произходът му също е неясен. Според археолози и историци като Петро Толочко, от края на V век в района е съществувало славянско селище. Киев може да е плащал данък на хазарите, преди Олег да го завладее. Толочко и други учени теоретизират също, че „Киев не е бил център на някое конкретно племе, а междуплеменен център на огромно царство“. Критичен анализ на Начална руска летопис, За управлението на империята и други извори предполага, че може да е бил космополитен град, обитаван от славянски и неславянски групи, като например скандинавските варяги и фино-угорски народи. Славянските народи, за които се твърди, че са местни в Украйна, включват източни поляци (или поляни), древляни, северяни, уличи, тиверци, бели хървати и дулеби, но е трудно да се установи и провери тяхната точна идентичност и взаимни връзки, тъй като източниците са неясни, противоречиви и понякога неточни.
През X и XI век Киев става един от най-богатите търговски центрове в Европа, а империята на Киевска Рус постоянно се разраства около него. В Европа тя е наричана Рутения, име, което се запазва по-късно за западните области на страната. През този период се появява наименованието Украйна, с което се означава областта Рус около градовете Киев, Чернигов и Переяслав. Велика Рус се използва за всички владения на държавата, включително отдалечените области на североизток, които са населени с фино-угри и по-късно стават ядрото на Русия.
Първоначално привърженик на поклонението на славянски божества като Перун, княз Владимир I Велики приема православното християнство през 988 година, жени се за византийската принцеса Анна Порфирогенита и се обвързва в политически и църковен съюз с Византийската империя. Управлението на Ярослав Мъдри (r. 1019 – 1054) обикновено се смята за зенит на Киевска Рус. Въпреки това тя никога не е била напълно централизирана държава, а по-скоро свободна съвкупност от княжества, управлявани от членове на династията Рюриковичи.

#### Приемане на християнството
Християнството започва да се разпространява на територията на Киевска Рус преди Никейския събор (325 г.) (особено по крайбрежието на Черно море, като най-изразена е християнизацията на кримските готи) и в Западна Украйна по време на по времето на Великоморавската империя. Официалното му приемане става през 988 г. Основният популяризатор е великият княз Владимир Велики, чиято баба, княгиня Олга, е християнка. За църковни нужди са изпратени свещеници и книги от България. Така Киевска Рус става втората славянска държава, в която намира добър прием и се утвърждава глаголицата, а след това и кирилицата. По подобие на византийския Номоканон е създадена Кормчая книга, която систематизира църковните закони и канони. По-късно в нея влиза и първият сборник със светски закони Руска правда, обнародван от Ярослав I който запазва значението си до XV - XVI в.

#### Разпадане на Киевска Рус и монголско нашествие
Въпреки усилията на великия княз Владимир Мономах за обединение, между различните княжества на Рус се разгарят междуособици, които водят до упадък, започнал през XII век. През 1169 г. Киев е опустошен от Андрей Боголюбски от Владимирското княжество и столицата на великите князе е преместена във Владимир, на североизток, където започва да се образува руската държава (името на Москва се появява в историческите записи в Суздалското княжество). Киев е завладян от князете на Галич и Волиния, които разширяват своето влияние и се обединяват в Галицко-Волинско княжество. На северозапад княжество Полоцк все повече отстоява автономията си и формира днешен Беларус. В борбата за власт между князете Киев е нападан и разграбен през XII и XIII век съответно от кумански и монголски нашественици. Впоследствие всички княжества признават зависимостта си от монголите (1239 – 1240). През 1240 г. монголите обсаждат и разграбват Киев.

#### Галиция-Волиния
Правоприемник на Киевска Рус на част от територията на днешна Украйна е Галицко-Волинското княжество. Преди това Владимир Велики е установил градовете Галич и Володимир като регионални столици. Регионът е обитаван от племената дулеби, тивер и бели хървати. Първоначално Волиния и Галиция са отделни княжества, управлявани от потомци на Ярослав Мъдри (Галиция от династията Ростиславичи, а Волиния от Игоревич и след това от Изяслав II). По време на управлението на Ярослав Осмомисл (1153 – 1187) Галиция стига до Черно море. Владетелите и на двете княжества се опитват да разширят властта си. Най-накрая това е постигнато от Роман Велики (1197 – 1205), който не само ги обединява, но за кратък период от време разширява властта си и над Киев. След смъртта му настъпва смутен период, който продължава до 1238 г., когато синът му Даниил Галицки си възвръща трона. Даниил успява да възстанови държавата на баща си, включително владението на Киев, и плаща данък на монголския хан, който го назначава за баскак, отговорник за събирането на данък от руските князе. През 1253 г. той е коронясан от папска делегация за „крал на Рус“ (на латински: rex Russiae); преди това владетелите на Рус са наричани „велики херцози“ или „князе“.

### Късно средновековие
Между XIII и XV век много части от крайбрежието на днешна Украйна са доминирани от Република Генуа, която създава множество колонии около Черно море, повечето от които разположени в днешната Одеска област. Генуезките колонии са били добре укрепени, а в крепостите е имало гарнизони главно за целите на защита на търговията в Черно море.
През XIV век Полша и Литва водят войни срещу монголските нашественици и в крайна сметка по-голямата част от Украйна преминава под полско-литовско управление. По-конкретно, Червена Рутения и част от Волиния и Подолие стават част от Полша. Кралят на Полша приема титлата „господар и наследник на Рутения (Русия)“ (на латински: Russiae dominus et Heres). Литва поема контрола над Полоцк, Волиния, Чернигов и Киев след битката при Сините води (1362/63), а владетелите на Литва след това приемат титлата „владетел на Рус“.
След покоряването на Киевска Рус и Галиция-Волиния техният политически, културен и религиозен живот продължава под контрола на Великото литовско княжество. Рутенските аристократи, например Олелковичите, са приети от управляващата класа на Литва и стават членове на Тайния съвет на великия княз, висши военни лидери и администратори. Въпреки че литовският е роден език на управляващата класа, основните писмени езици във Великото литовско херцогство са латински, староцърковнославянски, както и рутенски, като източнославянският е заменен от полски в началото на Новото време.
В крайна сметка Полша поема контрола над югозападния регион. След съюза между Полша и Литва, в него мигрират поляци, германци, литовци и евреи, принуждавайки украинците да напуснат властовите позиции, които споделят с литовците, а в резултат на засилена полска миграция, полонизация и други форми на тормоз срещу украинците много от тях са изтласкани към Централна Украйна.
През 1490 г., поради засиленото потисничество над украинците от поляците, избухват поредица от успешни бунтове, водени от украинеца Петро Муха, към когото се присъединяват ранни казаци и хуцули, както и молдовци (румънци). Въстанието на Муха е подкрепено от молдовския княз Стефан Велики и е едно от най-ранните известни въстания на украинци срещу полското потисничество. Превзети са няколко града в Покутия и въстаниците достигат на запад до Лвов, но без да го превземат.
След упадъка на Златната орда през XV век е основавано Кримското ханство, което заема днешните брегове на Черно море и южните степи на Украйна. До края на XVIII век Кримското ханство поддържа масивна търговия с роби с Османската империя и Близкия изток, изнасяйки около 2 милиона роби от Русия и Украйна през периода 1500 – 1700 г. Ханството остава васал на Османската империя до 1774 г. и окончателно е покорено от Руската империя през 1783 г.

## Начало на Новото време

### Полско-литовска държава
След Люблинската уния през 1569 г. и образуването на полско-литовската държава Жечпосполита Украйна попада под полска администрация и става част от Короната на Полското кралство. Следващите десетилетия са свързани с подем на колонизацията и усвояването на нови земи. Основани са множество градове и села, а новите училища разпространяват идеите на Ренесанса. Новозаселващите се полски селяни се рутенизират и приемат православието, докато в същото време местната аристокрация се полонизира и приема католицизма, което увеличава социалното напрежение. Част от полонизираната аристокрация оказва силно влияние върху полската култура, например Станислав Ожеховски. Множество украински селяни мигрират към южните степни области, за да не попаднат под крепостна зависимост, и се вливат в състава на казаците.
Рутенските селяни, които бягат от опитите да бъдат принудени да станат крепостни стават казаци и си спечелват репутация на смели воини. Някои казаци са наети от Жечпосполита като войници, за да защитават югоизточните ѝ граници от татарите или участват в кампании в чужбина (като Петро Конашевич-Сагайдачен в битката при Хотин 1621 г.). Казашки части участват активно и във войните между Жечпосполита и Руското царство. Въпреки военната полвинност на казаците, Жечпосполита, доминирана от своята шляхта, отказва да им предостави значителна автономия и вместо това се опитва да превърне по-голямата част от казашкото население в крепостни селяни. Това води до нарастващ брой казашки бунтове, насочени срещу Жечпосполита.

### Казашка епоха
Кралете на Жечпосполита полагат усилия да привлекат казаците на своя страна и от началото на XVI век те са до голяма степен интегрирани в сложната система на Полско-литовската държава. Напрежението между казаци и поляци нараства през първата половина на XVII век, когато на казаците е отказано да получат статута на шляхтата, като в същото време се правят опити те да бъдат закрепостявани. Това довежда до голямото въстание на Богдан Хмелницки, започнало през 1648. То поставя началото на епоха, известна като „Разрухата“ (в полската история като Потопа), подкопава основите и стабилността на Жечпосполита. Зараждащата се казашка държава Казашко хетманство, обикновено разглеждана като предшественик на Украйна, сключва тристранно военно и дипломатическо сътрудничество с османските турци, които контролират татарите на юг, Жечпосполита и Руското царство на изток.
През 1654 г. Запорожката войска сключва договор за защита с Русия, известен като Переяславска рада. След това властите на Жечпосполита постигат компромис с украинската казашка държава с Договора от Хадиач през 1658 г., но след тринадесет години непрестанни войни тези споразумения са заменени от полско-руския Андрусовски договор от 1667 г., който разделя украинската територия между Жечпосполита и Русия. Под руска власт казаците първоначално запазват официална автономия в хетманството.
За известно време те поддържат и полунезависима република в Запорожие и колония на руската граница в Слободска Украйна. По този начин, докато дяснобрежна Украйна принадлежи на Жечпосполита до края на 1793 г., Лявобрежна Украйна е включена в Руското царство. Периодът 1657 – 1686 г. се характеризира с непрекъснати борби, гражданска война и външна намеса от страна на съседите на Украйна. През 1672 г. Подолие е окупирано от Османската империя, докато Киев и Брацлав попадат под контрола на хетман Петро Дорошенко до 1681 г., когато също са превзети от турците, но през 1699 г. Карловицкият договор връща тези земи на Жечпосполита.
През 1686 г. Киевската митрополия е анексирана от Московската патриаршия чрез синодално писмо на Вселенския патриарх Дионисий IV.
Украинската култура оказва голямо влияние върху руското царство след включването на Украйна. В края на XVII век и началото на XVIII век в руската литература доминира „украинската школа“. Духовници, родени в Украйна, като Феофан Прокопович и Стефан Яворски, и двамата възпитаници на Киево-Могилянската академия, изиграват важна роля в църковната реформа на Петър Велики и са сред първите председатели на Светия Синод. По време на провъзгласяването на империята през 1721 г., идеолозите на автокрацията и империята често са украинци.

### Украйна през XVIII век
През XVIII век руското царско управление над Централна Украйна постепенно измества „защитата“. Спорадичните казашки въстания сега са насочени срещу руските власти, но в крайна сметка в края на века затихват, което води до окончателното разпускане на Запорожката Сеч през 1775 г.
Междувременно, в дяснобрежна Украйна, където непрекъснато растат повинностите и злоупотребата с власт от страна на полските магнати и благородници, се появяват банди хайдамаци, които грабят и опожаряват градове и имения на благородници, убиват благородници, римокатолически и униатски духовници и евреи. Големи въстания има през 1734 г. и 1750 г., а най-голямото – обикновено наричано „Колиевщина“ е през 1768 г.
По-голямата част от Украйна попада в границите на Руската империя по време на управлението на Екатерина Велика; Кримското ханство е анексирано от Русия през 1783 г. след емиграцията на християни от Крим през 1778 г., а през 1793 г. дяснобрежна Украйна е анексирана от Русия при Второто разделение на Полша.

### Руско и австрийско управление
През следващите десетилетия украинската автономия в управляваните от Русия области напълно изчезва. След трите Подялби на Полша в края на VIII век Галиция е присъединена към Австрийската империя, а останалата част от Украйна – към Русия. В хода на Руско-турските войни Русия завладява и южните части на страната.
При управлението на Александър I (1801 – 1825) в Украйна присъстват имперски войски и се въвежда руската бюрокрация, но вече при Николай I (1825 – 1855), е наложена централизирана администрация. След разгрома на Полското въстание, царисткият режим предприема политика на русификация на Деснобрежна Украйна.
Премахването на крепостничеството през 1861 има голям ефект, тъй като 42% от украинците са крепостни. Към края на XIX век обаче повечето селяни обедняват поради бързия прираст на населението, тежките данъци и и липсата на земя. Въпреки това степните региони произвеждат 20% от световното производство на пшеница и 80% от захарта в Руската империя. Започва индустриализация и през 1866 г. е прекарана първата железопътна линия. Украинската икономика се интегрира в руската имперска система и започва развитието на градовете.
Към края на XVIII век се ражда съвременната украинска литература с творбите на Иван Котляревски, написани на украински литературен език. Известни писатели от XIX век са Тарас Шевченко, Михайло Коцюбински и Леся Украинка в Руската империя и Иван Франко в Австро-Унгария. Украинската интелигенция, вдъхновена от националистическите движения в Европа, прави опити да възроди украинските културни традиции. Руското правителство се отнася отрицателно към тези настроения, като дори забранява първоначално печатането на книги на украински език с Валуевския циркуляр, а после и използването и изучаването му. В същото време много украинци се интегрират успешно в руското общество. Много руски писатели, композитори, художници и архитекти от този период са с украински произход.
Съдбата на украинците е далеч по-различна в районите под управление на Австро-Унгария. В източна Галиция живеят 2,4 милиона украинци и те са главно селячество (95%), а останалите са свещенически семейства. Галицийската аристокрация се състои предимно от поляци или полонизирани украинци. Развитието тук изостава и това е един от най-бедните региони в Европа. По-голямата част от елита, който управлява Галиция, е от австрийски или полски произход, като селячеството е почти изключително от рутени. През XIX век русофилството е често срещано сред славянското население, но масовото изселване на украински интелектуалци, бягащи от руските репресии в Източна Украйна, както и намесата на австрийските власти, водят до замяната му с украинофилство, което след това преминава и в Руската империя. В районите под австрийско управление администрацията оказва натиск срещу идентификацията на местните жители с Русия. Драстичен пример е концентрационният лагер в Талерхоф близо до Грац, където загиват няколко хиляди души.

## Двадесети век

### Война за независимост
Когато Първата световна война и поредица от революции в Европа, включително Октомврийската революция в Русия, разбиват съществуващите империи, между 1917 и 1919 г. хората от Украйна се оказват въвлечени в сраженията между шест армии: украинци, болшевики, бели, Антантата, анархисти и поляци. Няколко отделни украински републики заявяват своята независимост: Махновщината, Украинската народна република, Украинската държава, Западноукраинската народна република и множество болшевишки революционни комитети. Тези образувания са краткотрайни, независимост не е постигната и повечето украински земи са включени в СССР като Украинска съветска социалистическа република (Украинска ССР, УССР) (1920), а земите в Западна Украйна са поделени между Полша, Чехословакия и Румъния

### Съветска Украйна и Гладомор
В средата на 20-те години на XX век съветското правителство започва да се стреми към отнемане на относителната автономия на Украйна. През 1925 начело на комунистическата партия е поставен Лазар Каганович, който отстранява от управлението най-видните привърженици на украинизацията, като Олександер Шумски. През 1929 е предприета кампания срещу „националистите“ в партията, като чистките продължават през 30-те години с Голямата чистка. През 1931 официално е отменена политиката на украинизация и започва масова русификация в образованието, културния живот и управлението. През следващите десет години се провеждат показни процеси и арести на видни интелектуалци, учени, писатели, артисти и културни дейци, въвежда се строга цензура, забранява се религиозната дейност, разрушават се църкви, унищожена е Украинската автокефална православна църква. Четири пети от украинския културен елит са избити или изпратени в затвора.
През 1928 съветското правителство обявява първия петилетен план, поставящ си за цел индустриализацията на страната. Украйна е сред най-засегнатите райони от индустриализацията, като през следващите години градското население нараства от 19% на 34%. Индустриализацията е съпътствана с масова колективизация. От есента на 1929 до пролетта на 1930 делът на колективизираните стопанства нараства от 9% на 65%, като през 1935 достига 90%. Колективизацията предизвиква масова съпротива сред селското население – бунтове, избиване на добитък, унищожаване на оборудване. Правителството започва кампания срещу кулаците, неясно определени по-заможни селяни, които са обявени за врагове на държавата. Десетки хиляди са избити и около 100 хиляди семейства са депортирани в Сибир и Казахстан.
През 1932 – 33 г. СССР е засегнат от масов глад, при който загиват няколко милиона души; гладът засяга непропорционално много Украйна и става известен като Гладомор.

### Втора световна война
След сключването на пакта Рибентроп-Молотов, през септември 1939 Нацистка Германия и Съветския съюз нахлуват в Полша и си поделят територията ѝ, включително Галиция с нейното значително украинско население. През юни 1940 СССР анексира Южна Бесарабия, Северна Буковина, както и областта Херца.
През 1941 г. Германия и нейните съюзници нахлуват в Съветския съюз Между 4,5 и 6 милиона украинци се бият в съветската армия срещу нацистите. Някои украинци първоначално смятат войниците на Вермахтd за освободители от съветската власт, докато други формират партизанско движение. Някои от нелегалните украински националисти формират Украинска въстаническа армия (УПА), която се бие както срещу съветските сили, така и срещу нацистите. Други сътрудничат на германците. Про-полската тенденция в украинското национално движение декларира лоялност към Втората полска република и настоява за автономия за украинците (напр. Украински националнодемократичен алианс), но се маргинализира поради отхвърлянето ѝ от полската страна, където доминират привържениците на принудителна асимилация на украинците. Около 1,5 милиона евреи са убити от нацистите по време на тяхната окупация. Във Волиния украински бойци извършват Волинското клане срещу до 100 000 полски цивилни. Остатъчни малки групи партизани от УПА действат близо до полската и съветската граница до 50-те години на XX век.
Галиция, Волиния, Южна Бесарабия, Северна Буковина и Карпатска Рутения, които са анексирани още през 1939 г. от СССР, са добавени към Украинската ССР. Всички тези териториални промени са признати от Парижките мирни договори от 1947 г.

### Следвоенна Украинска ССР
След Втората световна война са приети някои поправки в Конституцията на Украинската ССР, които ѝ позволяват да действа като отделен субект на международното право в някои случаи и до известна степен, оставайки в същото време част от Съветския съюз. По-специално, тези поправки позволяват на Украинската ССР да стане един от основателите на Организацията на обединените нации (ООН) заедно със Съветския съюз и Белоруската ССР. Това е част от сделката със Съединените щати за осигуряване на известен баланс в Общото събрание на ООН, което според СССР е небалансирано в полза на Западния блок. В качеството си на член на ООН, Украинската ССР е избран член на Съвета за сигурност на ООН през 1948 – 1949 и 1984 – 1985.
След войната в Украйна се концентрират голямо количество съветски военни бази, оборудвани със съвременно въоръжение. Страната става важен център на тежката промишленост – военна промишленост, въгледобив, металургия, химическа промишленост, енергетика. Някогашната казашка степ в Днепропетровска и Запорожка област се превръща в свръхиндустриализиран район, което има значително въздействие върху околната среда и здравето на хората. За нуждите на енергетиката река Днепър е трансформирана в поредица от огромни язовири.
Нарасналото стратегическо и икономическо значение на Украйна засилва влиянието на местния елит в рамките на Съветския съюз. Много висши съветски функционери идват от Украйна, сред тях е и Леонид Брежнев, който е начело на Съветския съюз от 1962 до 1982. През 1954 г. населената предимно с руснаци Кримска област е прехвърлена от РСФСР към УССР.
На 26 април 1986 г., край град Припят избухва атомна централа, събитие, по-късно станало известно като Чернобилската катастрофа. радиоактивното замърсяване заразява големи райони от Северна Украйна и дори части от Беларус. Това стимулира местно движение за независимост, наречено „Rukh“, което спомага за ускоряване на разпадането на Съветския съюз в края на 80-те години.

### Независима Украйна (от 1991 г.)
На 21 януари 1990 г. над 300 000 украинци организират жива верига за украинска независимост между Киев и Лвов. Украйна официално се обявява за независима държава на 24 август 1991 г., когато все още действащият Върховен съвет на Украйна провъзгласява, че Украйна повече няма да следва законите на СССР, а само законите на Украинската ССР, де факто обявявайки независимост от Съветския съюз. На 1 декември е проведен референдум, който официализира независимостта от Съветския съюз. Над 90% от украинските граждани гласуват за независимост, с мнозинства във всеки регион, включително 56% в Крим. Съветският съюз официално престава да съществува на 26 декември, когато президентите на Украйна, Беларус и Русия (създателите на СССР) се срещат в Беловежката гора, за да разпуснат официално Съюза в съответствие със съветската конституция с Беловежко споразумение. С това независимостта на Украйна е формализирана де юре и призната от международната общност.
Също на 1 декември 1991 г. украинските избиратели на първите си президентски избори избират за президент Леонид Кравчук. По време на неговото президентство украинската икономика се свива с повече от 10% годишно (през 1994 г. с повече от 20%). Президентството (1994 – 2005) на Леонид Кучма е помрачено от множество корупционни скандали и намаляване на медийните свободи. В същото време икономиката се възстановява, като растежът на БВП е около 10% годишно през последните години на Кучма на власт.

## Двадесет и първи век

### Оранжева революция и Евромайдан
На президентските избори през 2004 г. се явяват двама основни кандидати. Виктор Янукович, действащият министър-председател, подкрепян както от Кучма, така и от Руската федерация, иска по-тесни връзки с Русия. Основният опозиционен кандидат Виктор Юшченко призовава Украйна да насочи вниманието си на запад и да се стреми евентуално да се присъедини към ЕС.
На балотажа Янукович официално печели с малка преднина, но Юшченко и неговите поддръжници твърдят, че вотът е манипулиран и че сплашването на хората, особено в Източна Украйна, му е коствало много гласове. Избухва политическа криза, опозицията започва масови улични протести в Киев и други градове („Оранжева революция“) и Върховният съд на Украйна анулира изборните резултати. При повторното гласуване печели Виктор Юшченко. Пет дни по-късно Янукович подава оставка и кабинетът му е освободен на 5 януари 2005 г.
По време на мандата на Юшченко отношенията между Русия и Украйна често са обтегнати, тъй като Юшченко се стреми към подобряване на отношенията с ЕС и по-малко на тези с Русия. През 2005 г. избухва спор за цените на природния газ с Русия и това предизвиква недостиг на природен газ в много европейски страни, които разчитат на Украйна като транзитна страна. Компромис е постигнат през януари 2006 г.
По времето на президентските избори през 2010 г. Юшченко и Юлия Тимошенко – съюзници по време на Оранжевата революция – се превръщат във врагове. Тимошенко се кандидатира за президент срещу Юшченко и Виктор Янукович, създавайки тристранна надпревара. Юшченко, чиято популярност е спаднала рязко, настоява да се кандидатира и много прооранжеви избиратели не гласуват. На втория тур на изборите Янукович печели втория тур с 48% срещу 45% на Тимошенко.
По време на своето президентство (2010 – 2014 г.) Янукович и неговата Партия на регионите са обвинени, че се опитват да създадат „контролирана демокрация“ в Украйна и че се опитват да унищожат основната опозиционна партия Блок на Юлия Тимошенко, но и двамата отричат тези обвинения. Един често цитиран пример за опитите на Янукович да централизира властта е присъдата на Юлия Тимошенко за превишаване на власт през 2011 г., оценена от западните правителства като потенциално политически мотивирана.
През ноември 2013 г. президентът Янукович не подписва споразумение за асоцииране между Украйна и Европейския съюз и вместо това преследва по-тесни връзки с Русия. Този ход предизвиква граждански безредици и протести по улиците на Киев (наречени Евромайдан) и в крайна сметка Революцията на достойнството. Протестиращите създават лагери на киевския „Площад на независимостта“ (Майдан Незалежности), и през декември 2013 г. и януари 2014 г. започват да превземат различни правителствени сгради, първо в Киев, а по-късно и в Западна Украйна. Битките между протестиращите и полицията приключват с около 80 убити през февруари 2014 г.
След насилието украинският парламент на 22 февруари гласува за отстраняване на Янукович от власт (на основание, че местонахождението му е неизвестно и следователно не може да изпълнява задълженията си) и за освобождаване на Юлия Тимошенко от затвора. В същия ден привърженикът на Янукович Володимир Рибак подава оставка като председател на парламента и е заменен от лоялния на Тимошенко Александър Турчинов, който впоследствие е назначен за временен президент. Янукович напуска Киев и впоследствие дава пресконференция в руския град Ростов на Дон.
На 25 май 2014 г. Петро Порошенко е избран за президент на първия тур на президентските избори.

### Западна интеграция
На 1 януари 2016 г. Украйна сключва споразумение за свободна търговия с ЕС (Deep and Comprehensive Free Trade Area (DCFTA)). На украинските граждани е предоставено право за безвизово пътуване до Шенгенското пространство до 90 дни през всеки 180-дневен период на 11 юни 2017 г., а споразумението официално влиза в сила на 1 септември 2017 г. Срещу това Украйна обещава структурни реформи в редица области. Старите местни власти обаче не искат промени. Борбата с корупцията се ограничава до присъди на дребни чиновници и електронни декларации, а новосъздадените звена за борба с корупцията НАБУ и НАЗК започват работа сред скандали. Съдебната реформа е спорна, защото се съчетава с назначаването на стари, компрометирани съдии. Разследването на престъпленията срещу участниците на Майдана се бави. За да се противодейства на масираната глобална руска антиукраинска пропаганда и на „информационната война“, е създадено Министерство на информационната политика, което за 5 години не показа ефективна работа, с изключение на забраната на използване на софтуер като Kaspersky Lab, Dr. Web, 1С, Mail.ru, Yandex и на руските социални мрежи VKontakte или Odnoklassniki и някои пропагандни медии. През 2017 г. президентът подписва закона „За образованието“, който среща съпротивата на националните малцинства и предизвиква спор с Унгария.
На 19 май 2018 г. Порошенко подписва указ, с който влиза в сила решението за окончателно прекратяване на участието на Украйна в органите на Общността на независимите държави. Към февруари 2019 г. Украйна минимизира участието си до критичния минимум и на практика завършва оттеглянето си. Тъй като Върховната Рада на Украйна не е ратифицирала присъединяването, Украйна никога не е била член на ОНД.
На 6 януари 2019 г. в Истанбул делегация на Православната църква на Украйна с участието на президента Порошенко получава томос за автокефалия.
На 21 февруари 2019 г. е изменена Конституцията на Украйна, като в нея заляга стратегическият курс на Украйна към членство в Европейския съюз и НАТО.
На 21 април 2019 г. Володимир Зеленски е избран за президент на втория тур на президентските избори. На предсрочните парламентарни избори на 21 юли новосформираната пропрезидентска партия „Слуга на народа“ печели абсолютно мнозинство за първи път в историята на независима Украйна (248). За председател на парламента е избран председателят на партията Дмитро Разумков. На 29 август мнозинството съставя самостоятелно правителство с министър-председател Олексий Хончарук. На 4 март 2020 г., поради спад от 1,5% на БВП Върховната Рада уволнява правителството на Хончарук и Денис Шмихал става новият министър-председател.
Украйна първоначално се подготвя официално да кандидатства за членство в ЕС през 2024 г., но вместо това подава молба за членство през февруари 2022 г.

## Руско-украинска война

### Анексия на Крим и война в Донбас
Непосредствено след отстраняването на Янукович от Върховната рада проруски вълнения обхващат до голяма степен русофилските източни и южни региони на Украйна. На 27 февруари 2014 г. руски войски без отличителни знаци започват да нахлуват в предимно етническия руски украински автономен регион Крим. В крайна сметка през март 2014 г. Русия признава, че анексира Крим. Сред жителите му е проведен референдум за статута на Крим, но гласуването протича под руска военна окупация и е заклеймено от Европейския съюз и САЩ като незаконно. Официалните резултати от референдума показват голямо мнозинство в подкрепа на обединение на Крим с Русия.
Кримската криза е последвана от проруски вълнения в Източна Украйна и Южна Украйна. През април 2014 г. украинските сепаратисти самопровъзгласяват независимите Донецка народна република (ДНР) и Луганска народна република (ЛНР) и провеждат референдуми на 11 май 2014 г. Сепаратистите твърдят, че близо 90% са гласували в полза на независимостта. Избухват боеве между украинската армия и проукраинските доброволчески батальони от една страна и силите, подкрепящи ДНР и ЛНР от другата страна, които ескалират във войната в Донбас. До декември 2015 г. в този конфликт загиват повече от 9100 души а над половин милион души, напускат домовете си и са вътрешно разселени в Украйна, докато двеста хиляди бежанци я напускат и бягат в Русия и други съседни страни. През същия период започват политически (включително приемане на закон за лустрацията и закон за декомунизацията) и икономически реформи.

### Нападение на Русия
В ранните часове на 24 февруари 2022 г. Русия започва масирано настъпление в Украйна, което е най-сериозната ескалация на Руско-украинската война от 2014 г. Нашествието предизвиква най-тежката бежанска криза в Европа след Втората световна война, както и световна хуманитарна криза поради недостиг на храна.